# Octavio Bianqui
Octavio Bianqui Sánchez (Cartagena, 1872-Barcelona, 1936) fue un pintor español.

## Biografía
Nacido en 1872 en la ciudad murciana de Cartagena, recorrió la geografía española, en concreto lugares como el Alto Aragón, Barcelona, Mallorca, Asturias y La Montaña, cultivando la pintura del paisaje. En su obra figuraron cuadros como La cala de San Vicente, Serenidad mediterránea, Pinada de Cala Molins, Día de turbonada, El rincón de la cuevona, Día de orbayu, El puente de la espinama, El pino de Velarde, El Gállego y Armonía violeta. Entre sus discípulos se encontró Cristóbal Bou. Su muerte se ha datado en 1936 y habría tenido lugar en Barcelona.